# Lex Lingua Gesellschaft für Rechts- und Fachsprache
Die Lex Lingua Gesellschaft für Rechts- und Fachsprache mbH mit Sitz in Berlin wurde 2012 gegründet und ist spezialisiert auf die adressatengerechte, redaktionelle Bearbeitung von Rechts- und Fachtexten.

## Redaktionsstab Rechtssprache
Von 2013 bis 2023 betrieb Lex Lingua den Redaktionsstab Rechtssprache im Bundesministerium der Justiz.
Die sprachliche Bearbeitung der Rechtsnormen erfolgt nach Leitlinien und Grundsätzen, die unter anderem im Handbuch der Rechtsförmlichkeit niedergelegt sind. Grundsätzlich sollen auch komplexe Sachverhalte logisch und übersichtlich gegliedert sein:
‣ möglichst nur ein Gedanke pro Satz,
‣ nicht mehr als drei Sätze pro Absatz und
‣ nicht mehr als fünf Absätze pro Paragraph.

## Tätigkeit für die Bundesredaktion
Von 2016 bis 2017 verantwortet das Unternehmen außerdem die Qualitätssicherung von Leistungsinformationen zu Gesetzen und Verordnungen der Bundesregierung im Rahmen der Bundesredaktion, einem Projekt des Regierungsprogramms „Digitale Verwaltung 2020“.
Ziel ist, die Qualität dieser Leistungsinformationen durch eine verständliche und bürgerfreundliche Sprache sicherzustellen, ohne dass der fachliche und rechtliche Inhalt verändert wird. Diese Leistungsinformationen werden in den Leistungskatalog LeiKa eingespeist, einer Datenbank, auf die alle Behörden (Bund, Länder, Kommunen) Zugriff haben und die in Auskunftssystemen als Informationsquelle dient.